# Kunga Sangmo
Kunga Sangmo  (1459-1502) est une nonne bouddhiste tibétaine qui fut la 2e Samding Dorje Phagmo.
Kunga Sangmo est née en 1459 au Kongpo au Tibet. Elle a été identifiée par Delek Chodren à l'âge de deux ans comme la réincarnation de la nonne bouddhiste Chokyi Dronma. À l'âge de cinq ans, elle fut apportée au célèbre saint tibétain Tangtong Gyelpo. Sur ses indications, elle s'est rendue à Gungthang pour qu'elle aide la mère de Chokyi Dronma, Dode Gyelmo, mourante. Tangtong Gyelpo a demandé à Kunga Zangmo de rester dans le Gungthang, et plus tard l'a envoyé faire face aux Mongols vivant au Ladakh. Elle a négocié entre les factions belligérantes, et leur a donné des enseignements de base sur la récitation de mantras et sur l'éthique.
En 1472, elle a rencontré Tsang Nyön Heruka. Quelques années plus tard sa nièce, Dondrub Gyelmo, a épousé un membre de la famille Pakmodrupa, fournissant à Kunga Zangmo des connexions politiques importantes.
Son acte le plus significatif pour sa lignée est d'avoir fondé l'ermitage de Samding dans la région de Yardrok. Samding devint le siège de la lignée Samding Dorje Phagmo après la mort de Kunga Zangmo.